# Автодом

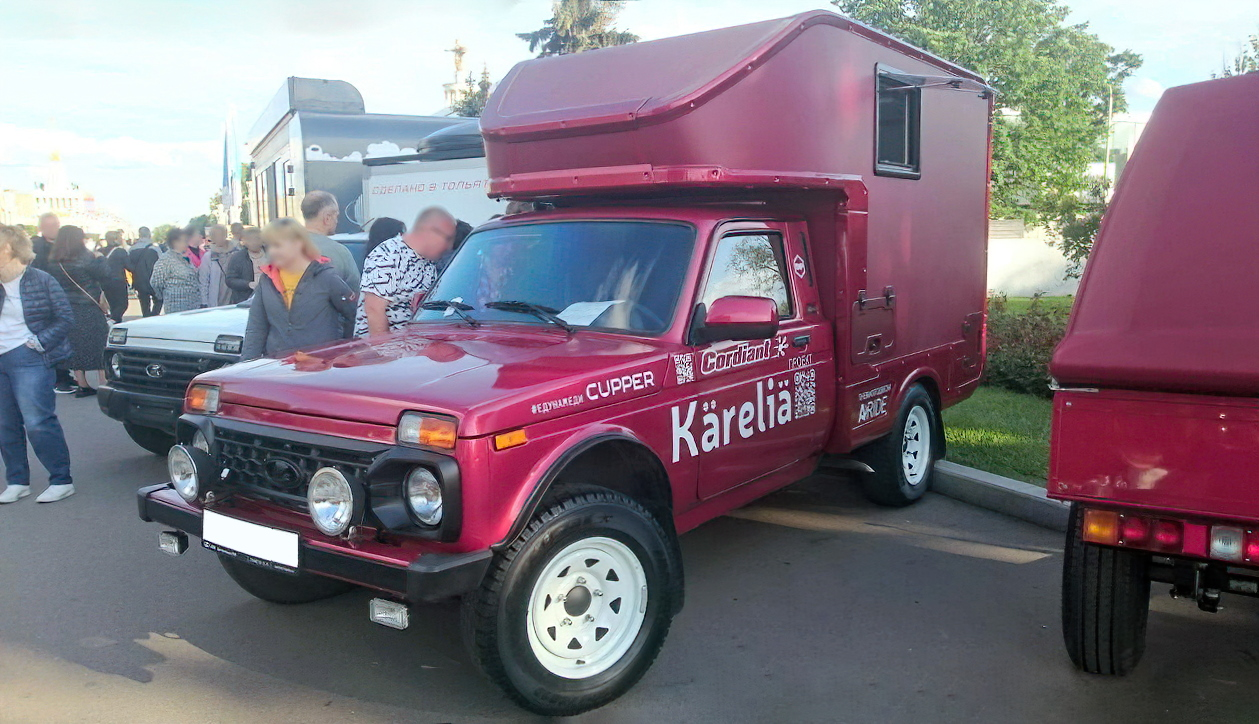
Автодом «Карелия».

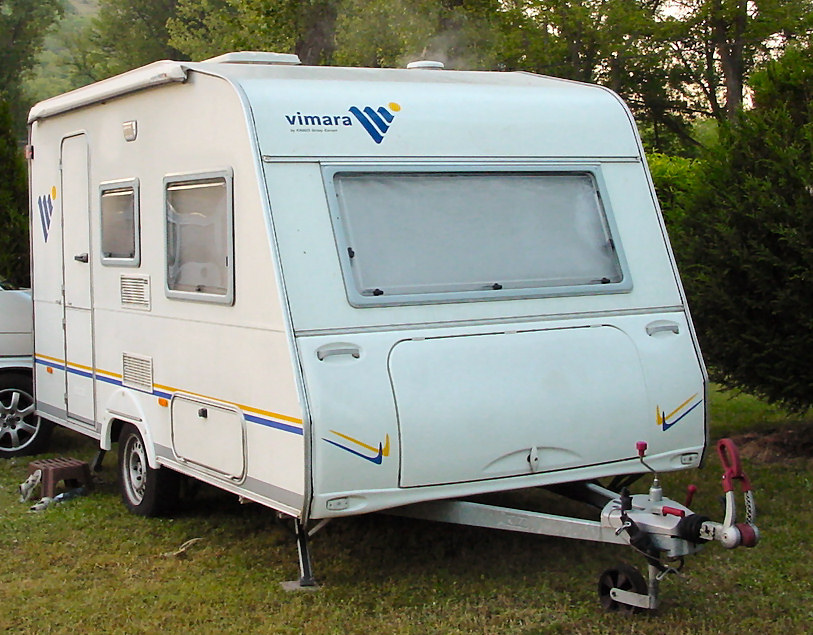
«Караван», Нидерланды, 2005 год.

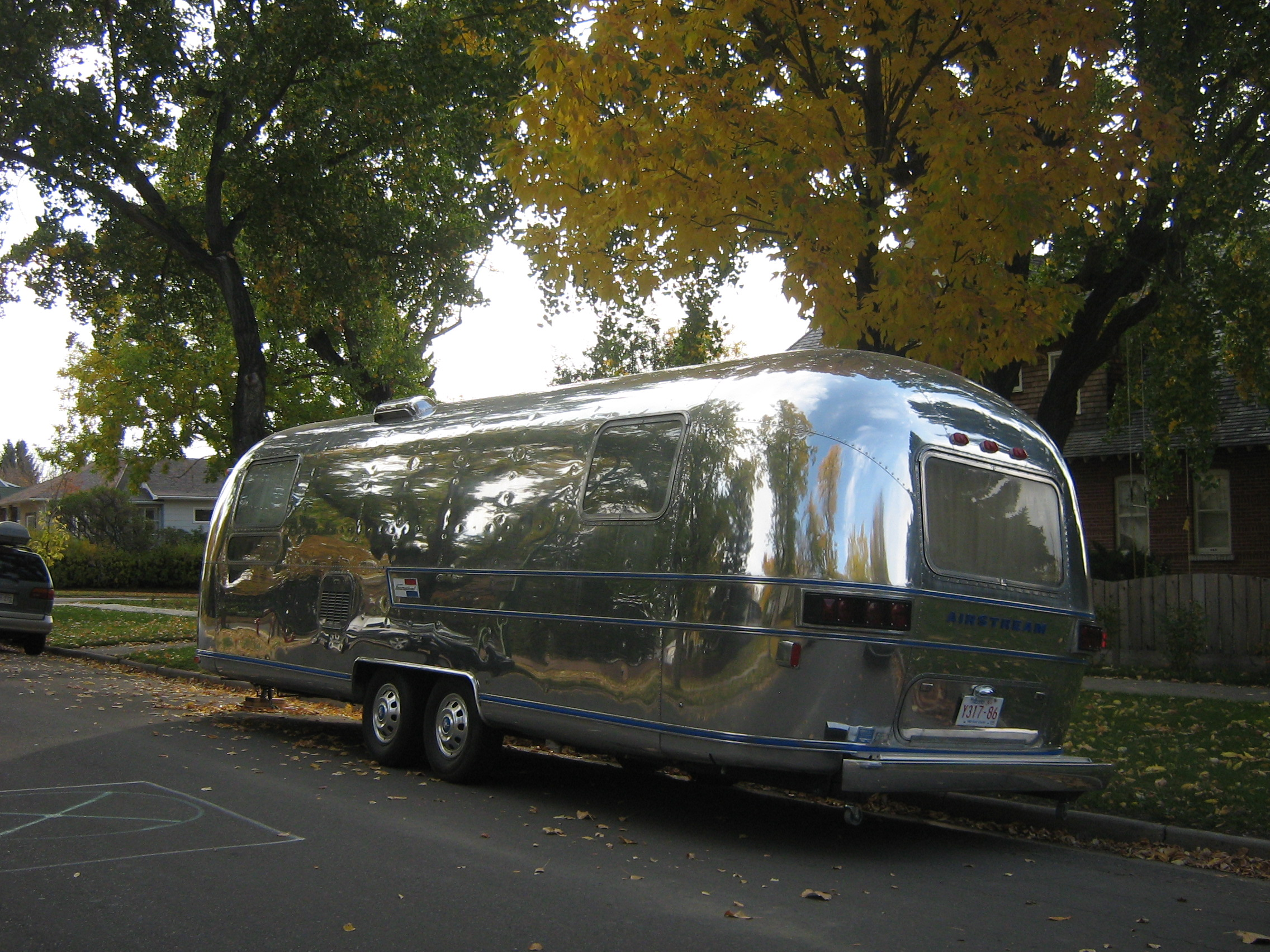
Жилой прицеп Airstream.

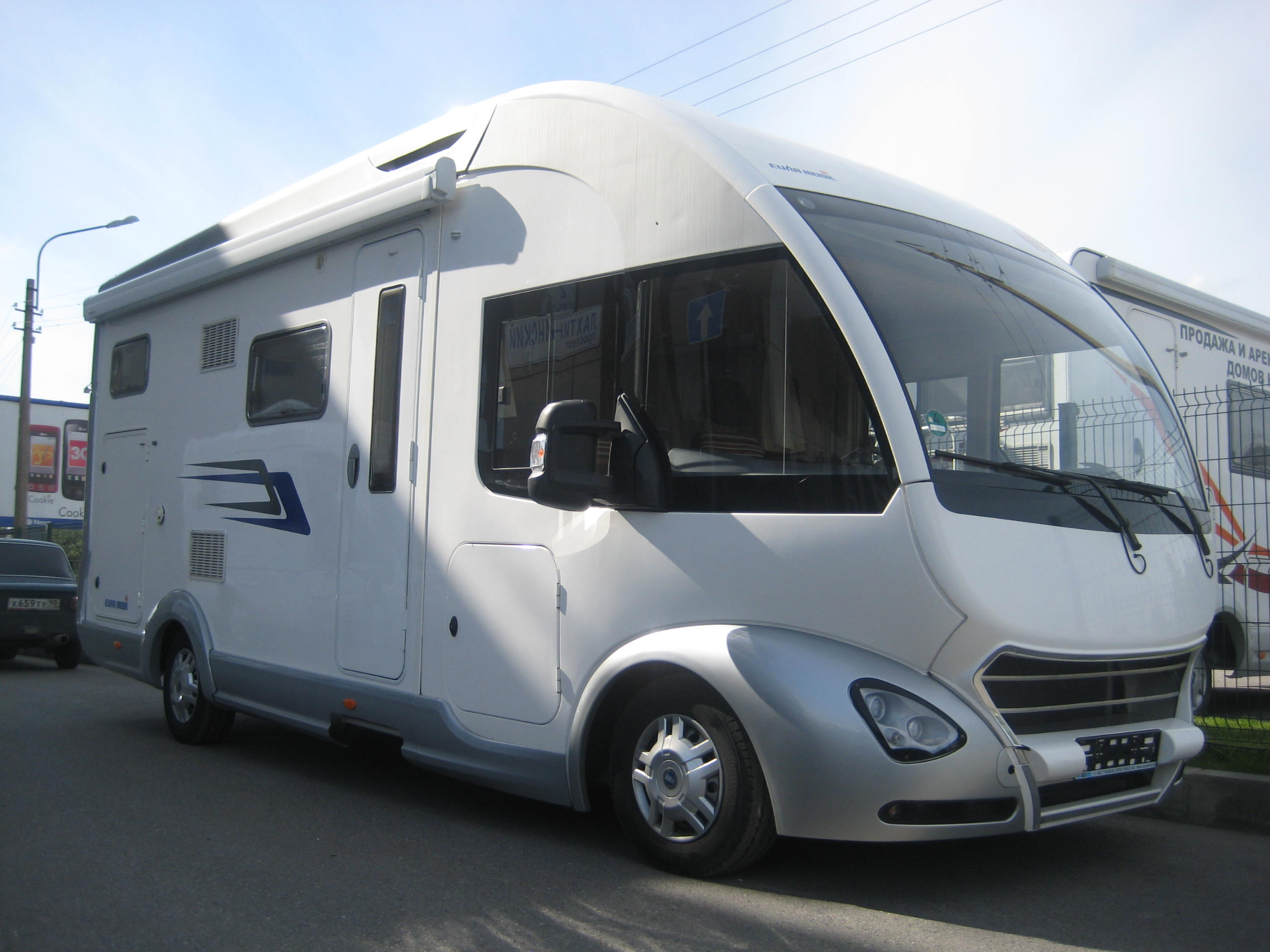
Интегрированный автодом Eura Mobil Terrestra I 660 HB. Германия.

Также автодомом могут называть прицепной фургон для автотуризма и других целей.
Автодо́м (также ке́мпер, автода́ча, карава́н, дом на колёсах) — автомобильный прицеп или автомобиль с жилым помещением в фургоне, используется в качестве постоянного или временного жилья во время путешествий и отдыха, командировок и т. д.

## История

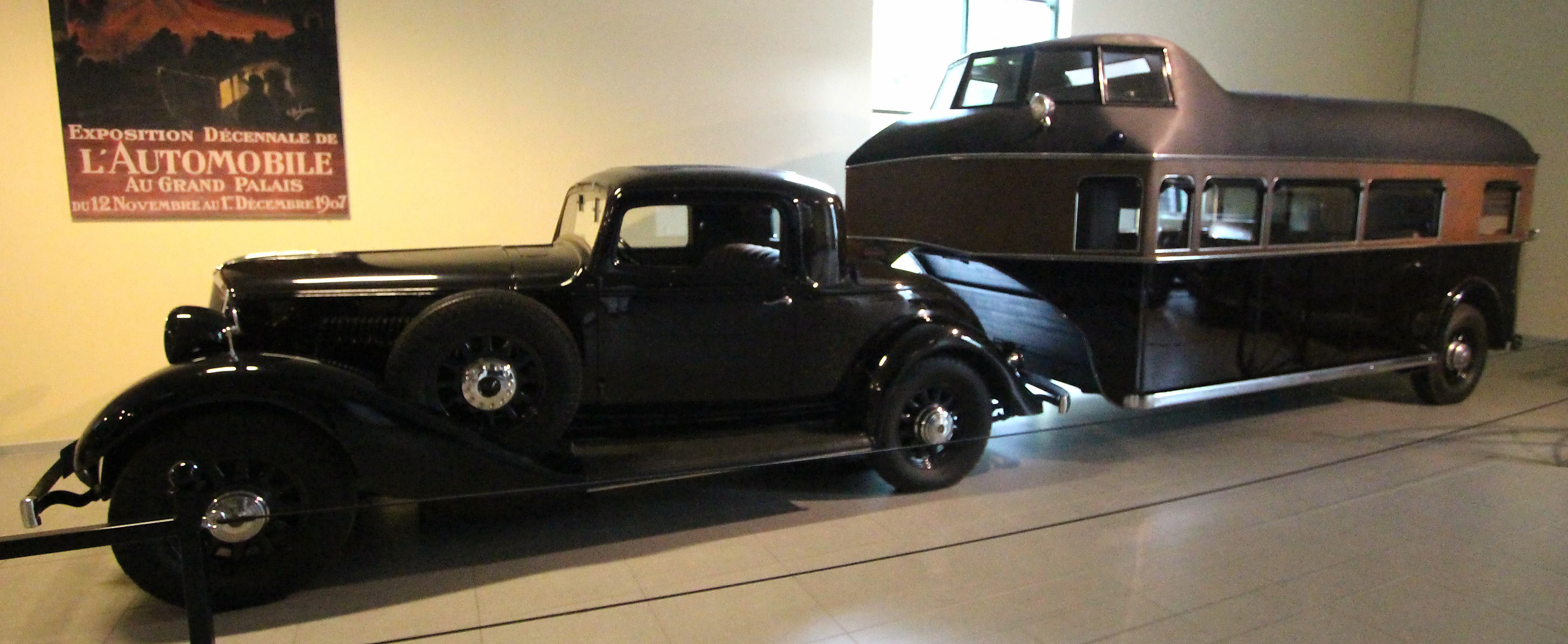
Автомобиль 1930-х годов с автодомом.

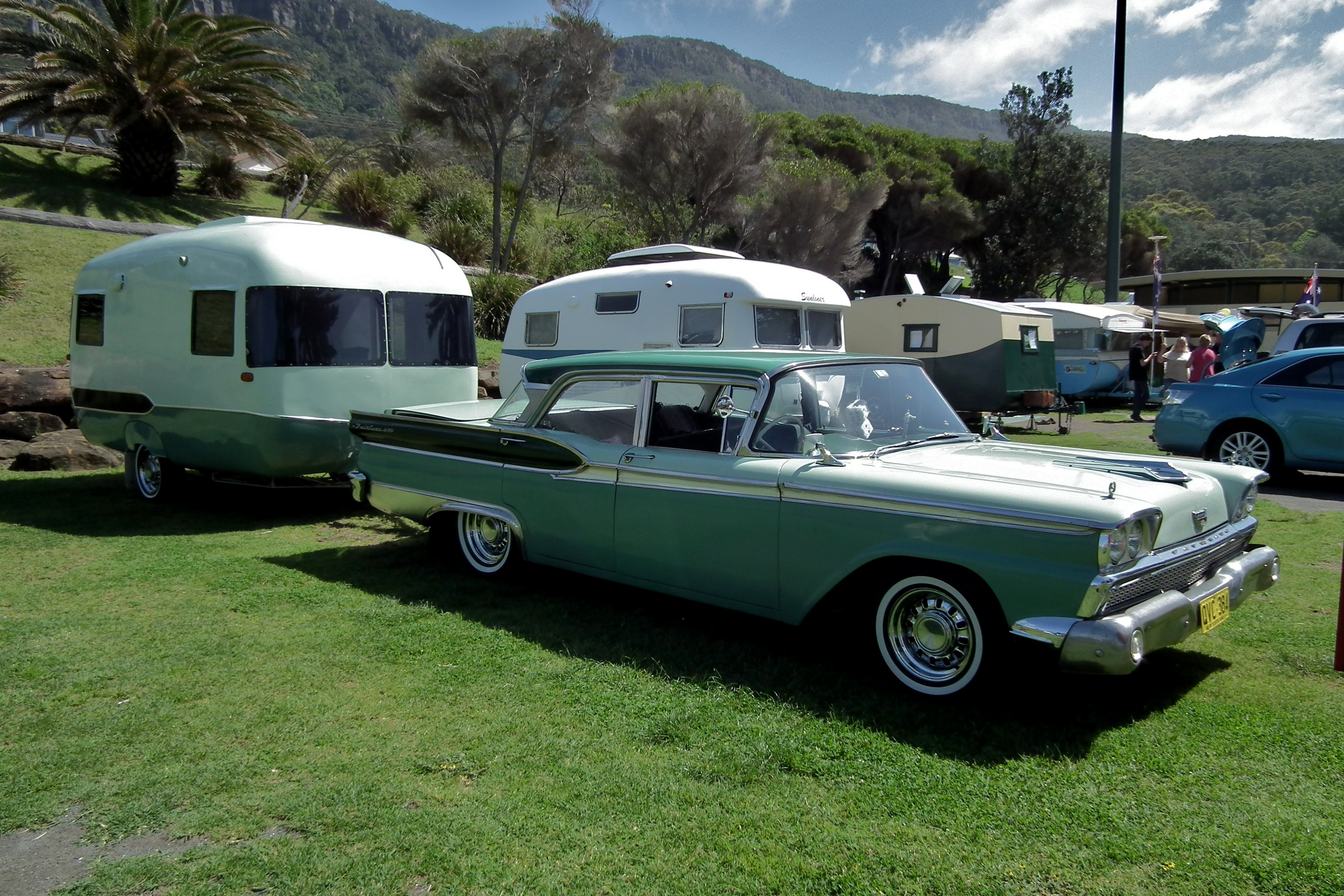
Ford Fairlane 500 1960 года с автодомом.

Прототипом домов на колёсах и их начальным вариантом являются передвижные повозки — кибитки (фургоны, дилижансы) древних людей, которые вели кочевой образ жизни и занимались скотоводством, в том числе и разведением лошадей. Чаще всего производители используют шасси лёгких грузовиков и устанавливают на него жилой модуль. Кабина автомобиля при этом связана проходом с жилым помещением. На современном этапе производства автодомов применяются технологии, позволяющие создавать полностью интегрированный автодом. Снаружи он становится похож не на машину с жилым фургоном, а на автобус. Чаще всего в автодоме установлены места для сидения, которые на стоянках трансформируются в спальные места. Имеется туалет, душ, газовая плита, холодильник, газовое отопление, кондиционер, шкафы для предметов, освещение.
В Северной Америке и Европе популярен туризм на автодомах с остановками на ночлег в кемпингах — специальных приспособленных стоянках. Автодома выпускали в ГДР, Югославии и в СССР, также были и энтузиасты, которые делали автодома сами. Вагончики на колёсах использовали в СССР, как временное жильё: строители, актёры, цирковые артисты, также и люди других профессий, переделывали в жильё обычные автомобильные прицепы, микроавтобусы и автобусы.
Некоторые люди живут в своих трейлерах, так как часто переезжают с места на место, либо потеряли возможность платить за аренду жилья.

## Терминология
Самоходные автодома в Европе часто называют «кэмпер» (англ. campervan, camper, нем. Wohnmobil, фр. Camping-car), в Северной Америке — recreational vehicles (RV) и motorhome.
Прицепные автодома в Европе часто называют «караванами» (англ. caravan, нем. Wohnwagen, фр. Caravane), в Северной Америке — travel trailer.

## Виды трейлеров, автодомов

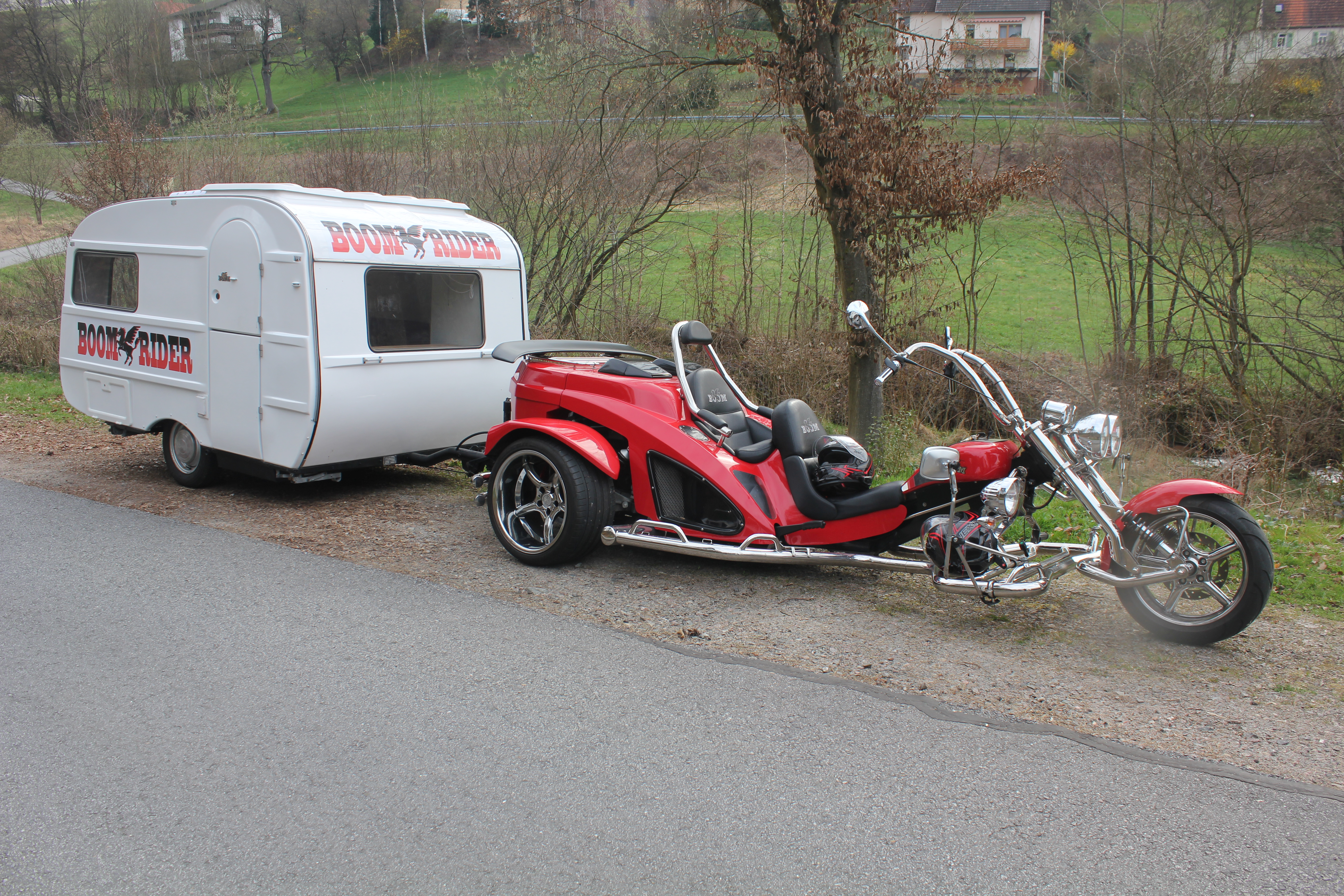
Автодом на прицепе у трёхколёсного мотоцикла(трайка) в Германии.

- Автодом класс А — Автодома высшего класса конструируемые как правило на шасси больших грузовиков. Freightliner, Volvo и т. д. Главной особенностью этого класса является большой жилой фургон, как правило с раздвижными стенами (слайдерами). Снаружи автодом класса A похож на большой туристический автобус. Все автодома класса A из-за большой массы отнесены к категории «С» транспортных средств. Большие запасы воды, газа, встроенный генератор, топливные баки значительно увеличивают автономность автодомов этого класса;
- Автодом класс Б;
- Автодом класс В;
- Автодом на базе пикапа — Обычно одно- или двухместный на базе пикапа, очень компактный. Используется охотниками в Северной Америке;
- Трейлер-палатка;
- Трейлер для путешествий — Трейлер крупных размеров, в большинстве случаев оборудован всеми необходимыми средствами быта для обеспечения удобств путешествующего;
- Прицеп-трейлер — Маленький прицеп, обычно в форме капли, возможно использование с мотоциклом или скутером;
- Трейлер-гибрид — Основа прицепа для путешествий, оборудованный выдвижными палатками, обычно для спальных мест;
- Фивсвил трейлер — С английского Fifth-wheel trailer. Жилой трейлер (не требующий специального разрешения на буксировку по шоссе). Предназначен для буксировки с помощью пикапа или небольших грузовиков, оборудованных седельно-сцепным устройством. Часть трейлера ставится на кузов грузовика или пикапа, тем самым сокращая общую длину автомобиля и прицепа вместе взятых.